# 白允瑤
白允瑤（1969年3月14日—）是一名台灣跆拳道運動員。
1987年，她在巴塞隆納舉行的世界跆拳道錦標賽上獲得蠅量級金牌。 1989年世界跆拳道錦標賽上，她在決賽中輸給元善珍，獲得銀牌。 